# Ração humana
Ração humana era a denominação de um alimento feito de uma mistura de cereais e outros alimentos funcionais moidos ou em pó. Esse nome se originou para se opor a Ração Animal, não é verdadeiramente uma ração pois não supre as totais necessidades nutricionais de uma pessoa. Existe uma receita básica e variações de alguns ingredientes.
Em 7 de junho de 2011 a ANVISA proibiu a utilização do nome ração humana que passa a ser considerado como complemento alimentar. Para a agência, o uso dessa expressão pode gerar dúvidas nos consumidores por não indicar a verdadeira natureza e característica do composto. Esse tipo de produto não oferece os nutrientes necessários para uma alimentação saudável. Ainda existem os perigos da substituição de refeições importantes como o café da manhã por doses do composto.

## Benefícios presumidos
Por ser rica em proteinas, vitaminas do complexo B e fibras é bastante nutritiva e auxilia no bom funcionamento intestinal.